# Monk (Metro Montreal)

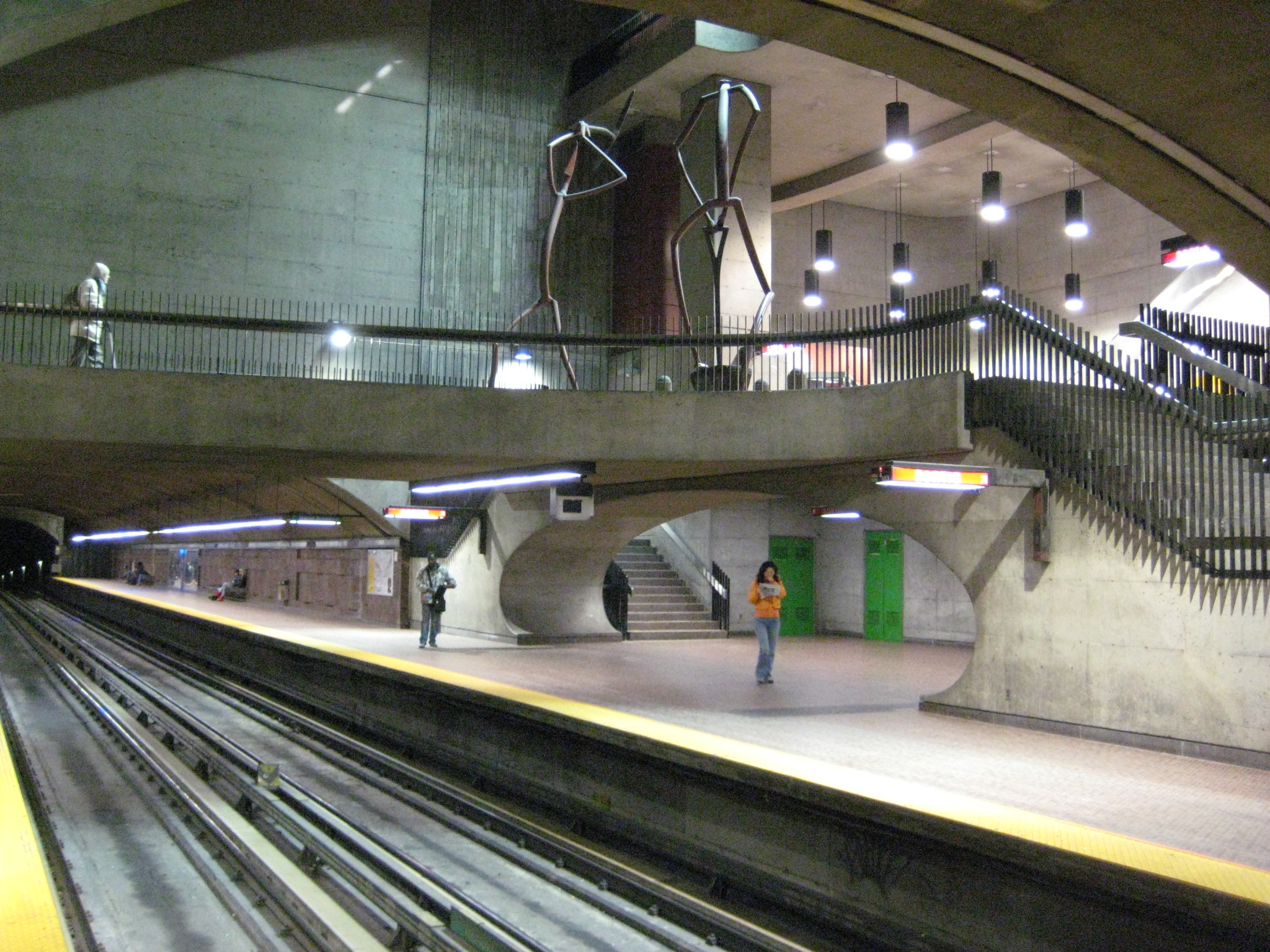
Blick auf einen der Bahnsteige

Monk ist eine U-Bahn-Station in Montreal. Sie befindet sich im Arrondissement Le Sud-Ouest an der Kreuzung von Boulevard Monk und Rue Allard. Hier verkehren Züge der grünen Linie 1. Im Jahr 2019 nutzten 1.725.903 Fahrgäste die Station, was dem 58. Rang unter den insgesamt 68 Stationen der Metro Montreal entspricht.

## Bauwerk

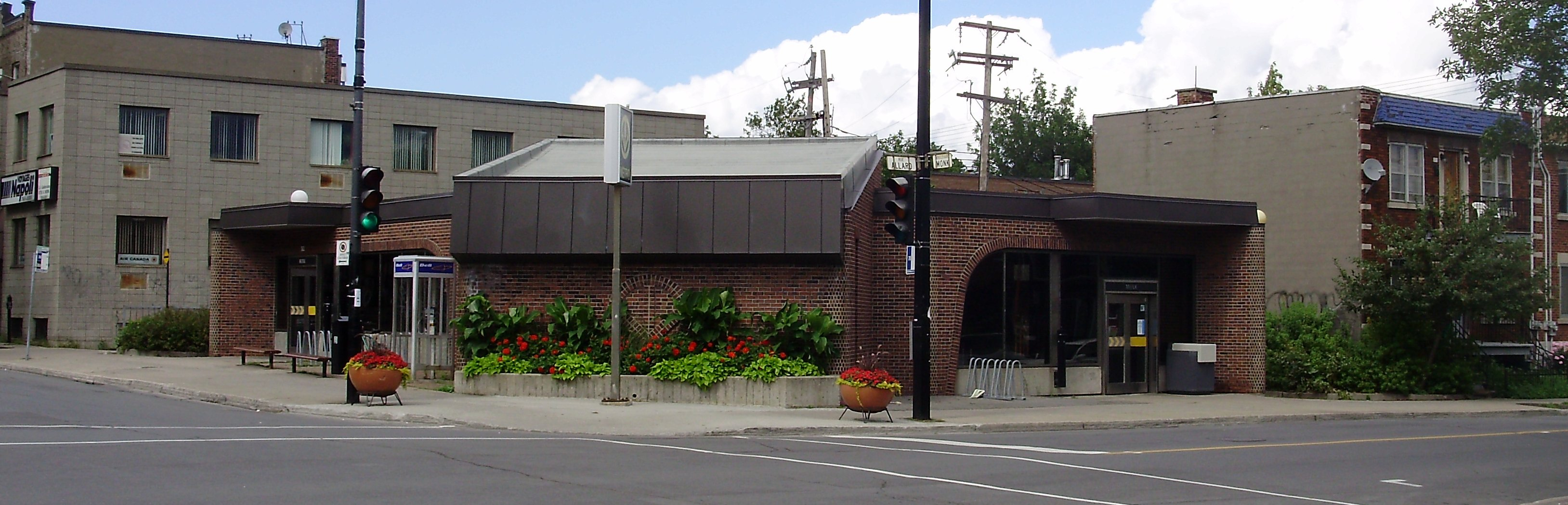
Eingangspavillon

Die vom Architekturbüro Blais & Bélanger entworfene Station entstand in offener Bauweise. Daraus ergab sich eine sehr hohe und äußerst geräumige Halle. Ihre Wände sind auf Höhe der Bahnsteige mit braunen, rustikal wirkenden Ziegeln verkleidet. Darüber lockern Gewölbedecken, riesige halbkreisförmige Aussparungen und Pfeiler die große Weite auf. Die Verteilerebene spannt sich in Form einer Brücke über die Gleise. An der Oberfläche stehen zwei kleinere Eingangspavillons aus Ziegelsteinen.
In 18,3 Metern Tiefe befindet sich die Bahnsteigebene mit zwei Seitenbahnsteigen. Die Entfernungen zu den benachbarten Stationen, jeweils von Stationsende zu Stationsanfang gemessen, betragen 844,29 Meter bis Angrignon und 1062,85 Meter bis Jolicoeur. Es bestehen Anschlüsse zu sechs Buslinien und einer Nachtbuslinie der Société de transport de Montréal.

## Kunst

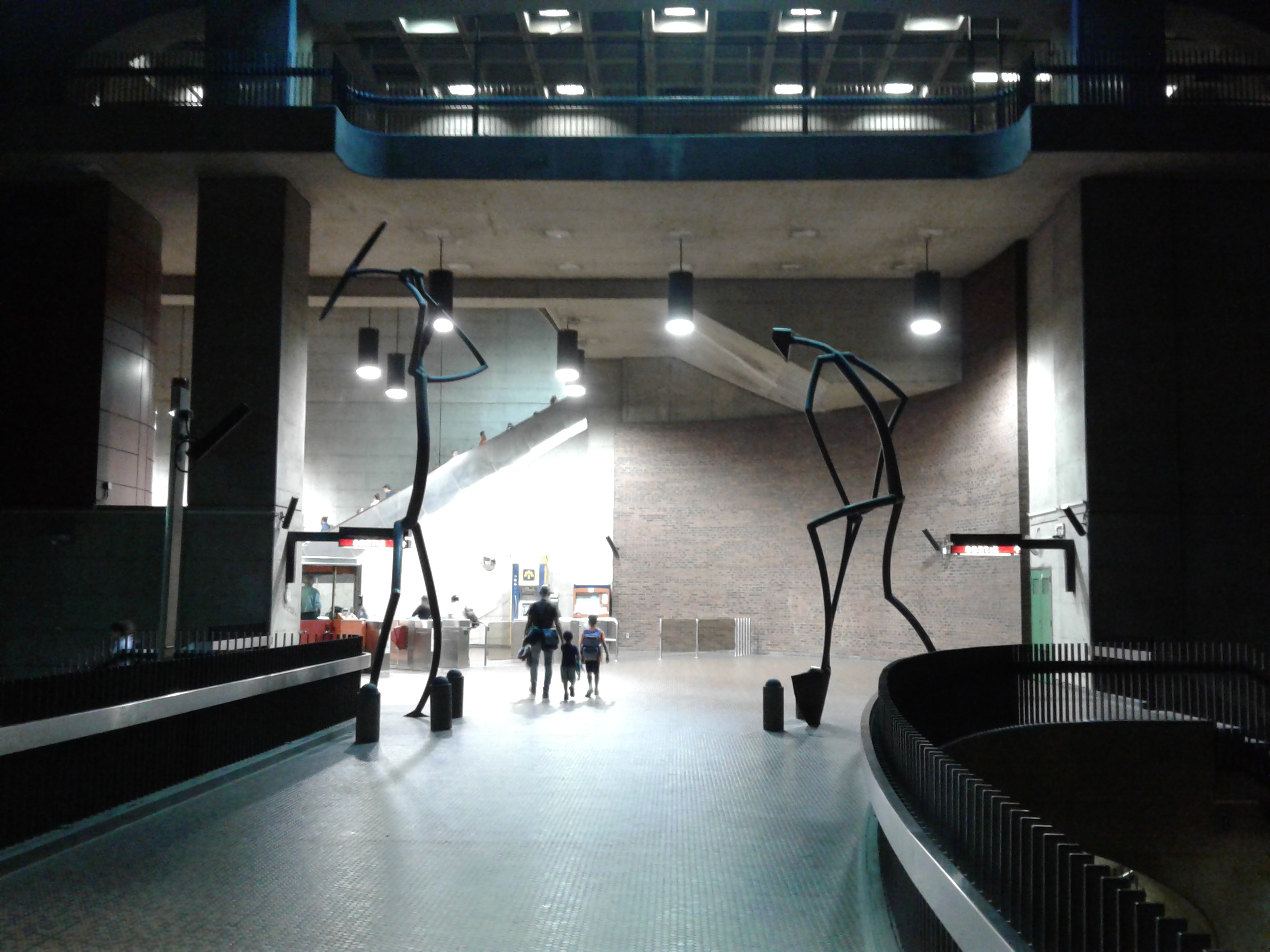
Pic et Pelle

Auf der Verteilerbrücke stehen zwei über 6 Meter hohe Metallskulpturen von Germain Bergeron, bestehend aus bemalten Metallteilen, die von wiederverwerteten Leuchtkörpern stammen. Das Werk Pic et Pelle („Pickel und Schaufel“) stellt in abstrakter Form zwei Bauarbeiter bei ihrer Tätigkeit dar. Im Quebecer Französisch bedeutet die Redewendung travailler au pic et à la pelle so viel wie „hart und lange arbeiten“. Geplant war eine dritte Figur (ein Vorarbeiter), die aber nicht ausgeführt wurde.

## Geschichte
Die Eröffnung der Station erfolgte am 3. September 1978, zusammen mit dem Teilstück Atwater–Angrignon der grünen Linie. Namensgeber ist der Boulevard Monk, benannt nach Sir James Monk (1745–1826), der von 1793 bis 1820 Montreals oberster Richter war.